# Immortal (nhóm đô vật chuyên nghiệp)
Immortal là một nhóm phản diện liên minh đấu vật chuyên nghiệp trong Total Nonstop Action Wrestling (TNA). Nhóm bao gồm Hulk Hogan và Eric Bischoff (kayfabe Giám đốc của TNA), Abyss, Bully Ray, Gunner, người sáng lập TNA và AAA World Heavyweight Champion Jeff Jarrett, và vợ của anh Karen Jarrett, Matt Hardy, Mr. Anderson, Ric Flair và Scott Steiner. Nhhững thành viên trước đây bao gồm Chris Harris, Murphy, Rob Terry, Tommy Dreamer và Jeff Hardy, người được hai lần TNA World Heavyweight Champion trong thời gian anh là một thành viên của Immortal. Nhóm này được đặt tên theo biệt danh của Hogan, The Immortal.

## Trong đấu vật
- Abyss's finishing moves

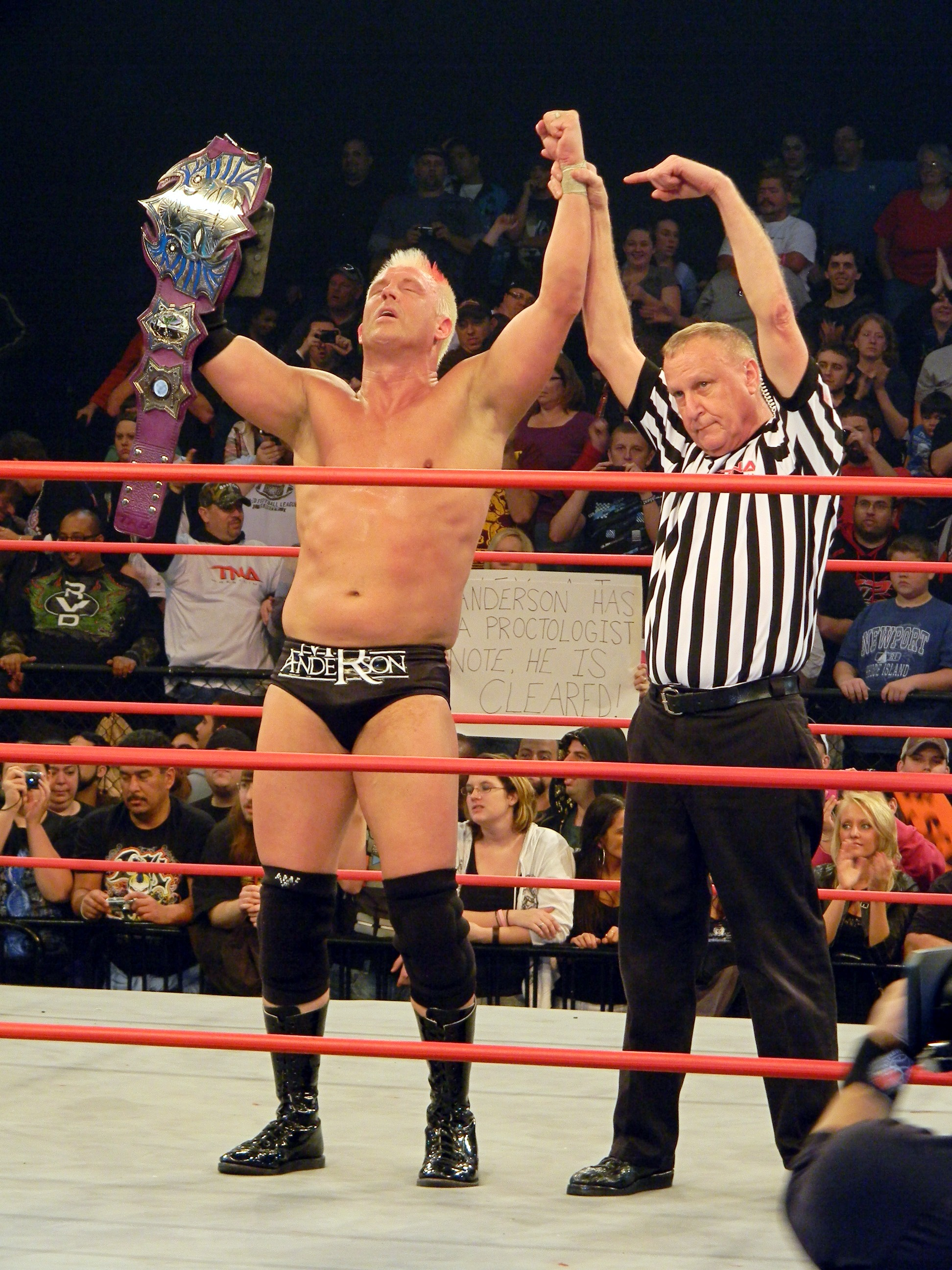
cựu TNA World Champion Mr. Anderson

  - Black Hole Slam (180°, 270°, or a 360° spinning side slam)[2][3]
  - Shock Treatment (Sitout backbreaker rack drop)[2]
- Anderson's finishing moves
  - Mic Check (Leg hook reverse STO)
- Bully Ray's finishing moves
  - Bully Bomb (Sitout full nelson atomic drop)[4]
- Flair's finishing moves
  - Figure four leglock[5]
- Gunner's finishing moves
  - Fireman's carry facebuster
- Jarrett's finishing moves
  - The Stroke (Forward Russian legsweep, sometimes from the second rope)[6][7]
- Matt Hardy's finishing moves
  - Ice Pick (Double underhook with bodyscissors)[8]
  - Twist of Hate (Front facelock dropped into a cutter[9]
- Steiner's finishing moves
  - Steiner Recliner (Standing camel clutch)[10]
- Nhạc Nền
  - "Immortal Theme" by Dale Oliver[11]

## Các đai vô địch và danh hiệu

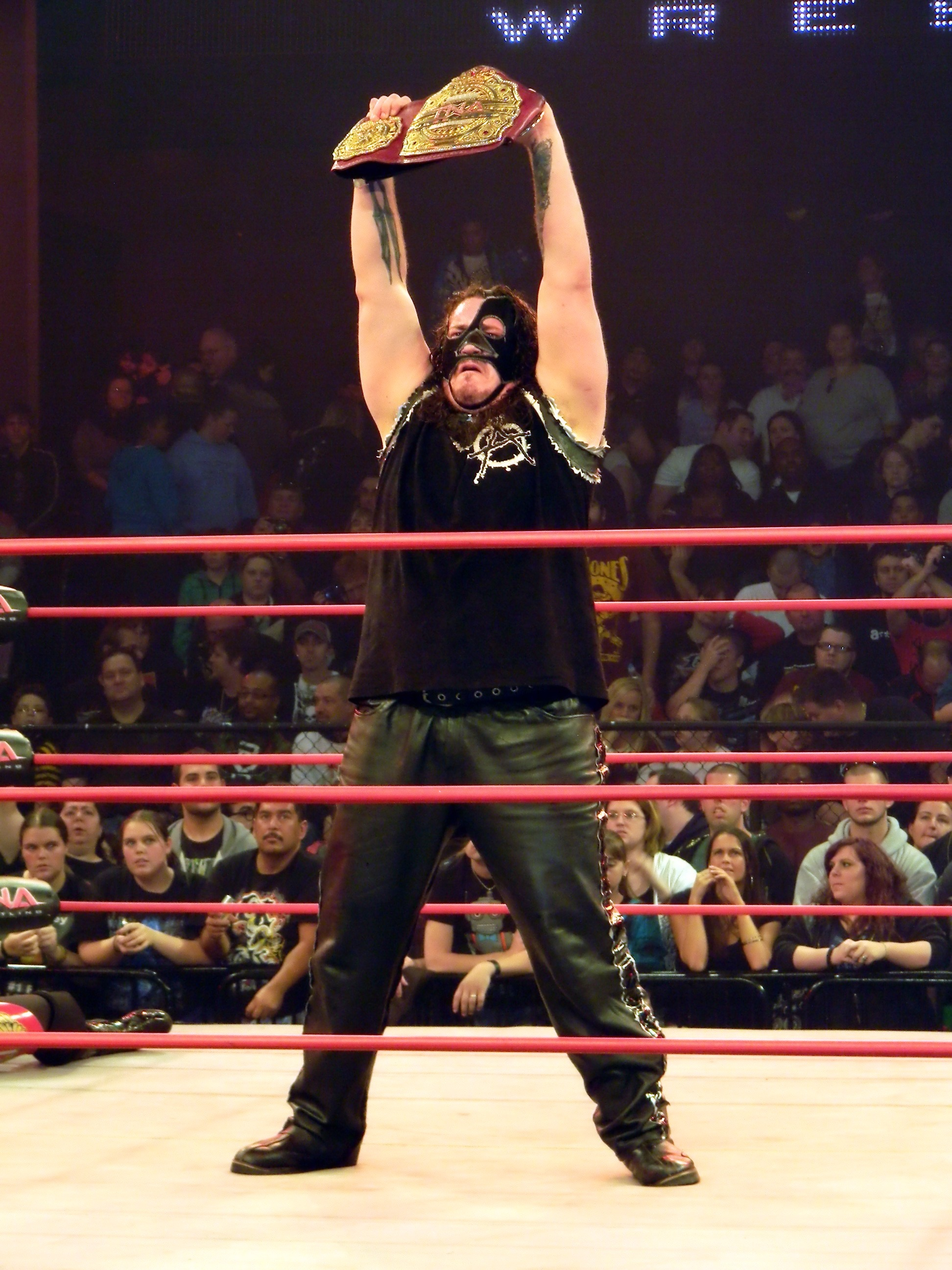
Abyss sau khi chiến thắng TNA Television Championship tại Genesis trong tháng 1 năm 2011.

- Asistencia Asesoría y Administración
  - AAA World Heavyweight Championship (1 lần, đến nay) – Jeff Jarrett
- Total Nonstop Action Wrestling
  - TNA Television Championship (2 lần) – Abyss (1) and Gunner (1)
  - TNA World Heavyweight Championship (3 lần) – Jeff Hardy (2) and Mr. Anderson (1)
  - TNA X Division Championship (1 lần) – Abyss